# Hikari Nakadeová
Hikari Nakadeová (japonsky 中出 ひかり, * 6. prosince 1988 Mie) je bývalá japonská fotbalistka.

## Reprezentační kariéra
Za japonskou reprezentaci v roce 2013 odehrála 1 reprezentační utkání.

## Statistiky
| Japonsko | Japonsko | Japonsko |
| Roky     | Záp.     | Góly     |
| -------- | -------- | -------- |
| 2013     | 1        | 0        |
| Celkem   | 1        | 0        |